# 黄土坡駅
黄土坡駅（おうどはえき）は中華人民共和国北京市大興区にある中国国鉄京滬線の駅である。

## 歴史
- 1896年：駅が完成、開業。

## 隣の駅
中国国鉄
- 京滬線

豊台駅 - 黄土坡駅 - 黄村駅